# Stazione di La Carrasca
La stazione di La Carrasca era una stazione della ferrovia Valencia-Pont de Fusta-Grao. Attiva tra il 1892 e il 1990, la stazione venne chiusa contemporaneamente alla trasformazione della linea ferroviaria in linea tranviaria e, di conseguenza, il fabbricato viaggiatori venne demolito.
Con la realizzazione della tranvia, sullo stesso luogo, sono state realizzate due banchine in funzione dal 21 maggio 1994 per le linee metrotranviarie 4 e 6 dell'operatore Metrovalencia.